# Spongia idia
Spongia idia är en svampdjursart som beskrevs av de Laubenfels 1932. Spongia idia ingår i släktet Spongia, och familjen Spongiidae. Inga underarter finns listade i Catalogue of Life.